# Gamadji Saré
Gamadji Saré (ou Gamadji Sarre) est une localité de l'extrême-nord du Sénégal, située dans le département de Podor et la région de Saint-Louis, à proximité de la frontière avec la Mauritanie. C'est le chef-lieu de l'arrondissement de Gamadji Saré depuis la création de celui-ci en 2008.

## Histoire
Le nom de Gamadji vient du peul.
Gamadji Saré se trouve dans la région historique du Fouta Toro.

## Géographie
Gamadji Saré se trouve au bord du Doué, un affluent du fleuve Sénégal. Le climat y est de type sahélien.

### Population
On y dénombrait 3 342 personnes et 389 ménages lors du dernier recensement.
Les habitants sont pour la plupart Peuls généralement musulmans de la confrérie Tijaniyya.

### Économie
Le village est traversé par la route nationale N2 qui relie Saint-Louis à Bakel.
Les ressources locales s'appuient sur des activités économiques de subsistance telles que les cultures de décrue autour du fleuve et de ses affluents, l'élevage extensif imposé par la sécheresse et la pêche artisanale.